# Plaine des Maures
Plaine des Maures este o arie protejată (arie de protecție specială avifaunistică — SPA) din Franța întinsă pe o suprafață de 4.526 ha, integral pe uscat.

## Localizare
Centrul sitului Plaine des Maures este situat la coordonatele 43°21′28″N 6°24′15″E / 43.35778°N 6.40417°E.

## Înființare
Situl Plaine des Maures a fost declarat arie de protecție specială avifaunistică în baza directivei 79/409 din 1979 referitoare la conservarea păsărilor sălbatice pentru a proteja 38 de specii de animale.

## Biodiversitate
Situată în ecoregiunea mediteraneană, aria protejată nu include niciun habitat protejat.
La baza desemnării sitului se află mai multe specii protejate de  păsări (38): pescăruș albastru (Alcedo atthis), rață lingurar (Anas clypeata), rață pitică (Anas crecca), rață mare (Anas platyrhynchos), fâsă-de-câmp (Anthus campestris), acvilă de munte (Aquila chrysaetos), stârc cenușiu (Ardea cinerea), stârc roșu (Ardea purpurea), buhai de baltă (Botaurus stellaris), caprimulg (Caprimulgus europaeus), șerpar (Circaetus gallicus), erete de stuf (Circus aeruginosus), erete vânăt (Circus cyaneus), dumbrăveancă (Coracias garrulus), egretă albă (Egretta alba), egretă mică (Egretta garzetta), presură de grădină (Emberiza hortulana), șoim călător (Falco peregrinus), vânturel de seară (Falco vespertinus), lișiță (Fulica atra), becațină comună (Gallinago gallinago), găinușă de baltă (Gallinula chloropus), piciorong (Himantopus himantopus), stârc pitic (Ixobrychus minutus), sfrâncioc roșiatic (Lanius collurio), sfrânciocul cu frunte neagră (Lanius minor), Larus michahellis, ciocârlie de pădure (Lullula arborea), gaia neagră (Milvus migrans), gaia roșie (Milvus milvus), stârc de noapte (Nycticorax nycticorax), vultur pescar (Pandion haliaetus), viespar (Pernis apivorus), cormoran mare (Phalacrocorax carbo), cristei de baltă (Rallus aquaticus), sitar de pădure (Scolopax rusticola), silvie de tufiș (Sylvia undata), fluierarul de zăvoi (Tringa ochropus)
Pe lângă speciile protejate, pe teritoriul sitului au mai fost identificate 15 specii de păsări.